# Хайнрих Рантцау (1548 – 1615)
Хайнрих Рантцау (на немски: Heinrich Rantzau; * 30 март 1548; † 17 май 1615) е благородник от Рантцау в Южен Шлезвиг-Холщайн, господар на Нойхауз, Путлос (1585), Клампе (1590), Хелмсторф и Панкер в Шлезвиг-Холщайн, дворцов юнкер, съветник, амтман в Рендсборг.
Той е син на Йоахим фон Рантцау-Путлос-Лоерсторт (1518 – 1563) и съпругата му Анна фон дер Виш-Бинебек (1526 – 1556), дъщеря на Ханс Зивертсен фон дер Виш-Бинебек († 1557) и Маргрета Волфсдатер фон Ратлоу († 1555). Внук е на Хенрик Шаксен Рантцау († 1538) и Анна Марквардсдатер фон Алефелд-Заксторп (1486 – 1568). Майка му Анна фон дер Виш се омъжва втори път за Хенеке фон Броберген и трети път за Кристоф фон Исендорф (1529 – 1586). Брат е на Зиферт Рантцау (1549 – 1604), господар на Льорсторф, амтман на Готорп, женен за Маргрете Бухвалд.
Родът Рантцау принадлежи към най-богатите и влиятелни фамилии на Шлезвиг-Холщайн, през 16 и 17 век е собственик на ок. 70 имоти в страната.

## Фамилия
Хайнрих Рантцау се жени 1575 г. за Ида фон Бухвалд-Вензин (* 1552), дъщеря на Дитлев фон Бухвалд-Вензин († 1569) и Доротея Юргенсдатер фон дер Виш († сл. 1604). Те имат децата:
- Йоаким Рантцау (* 6 август 1576; † 6 декември 1652), господар на Путлос, женен 1611 г. за Хедевиг Погвиш (* 1595; † 11 ноември 1669)
- Детлев Рантцау (* 10 август 1577; † 19 март 1639), женен на 27 февруари 1614 г. за наследничката Доротея фон Алефелд (* 4 август 1586, Хайлигенщетен; † 23 януари 1647, Драге)
- Анна фон Рантцау-Пудлос (* 21 август 1581; † 5 август 1646), омъжена февруари 1604 г. за Ханс фон Рантцау-Залцау-Расторт (* 1567; † 19 юни 1647)
- Аделхайд фон Рантцау (* ок. 1590,	Путлос; † 1645), омъжена на 6 октомври 1613 г. в Путлос за 	Вулф Бломе (* 15 януари 1582, Кил; † 18 октомври 1667)